# Filipe Nascimento
Filipe Nascimento (Loures, 1995. január 7. –) portugál korosztályos válogatott labdarúgó, a lengyel Górnik Zabrze középpályása.

## Pályafutása

### Klubcsapatokban
Nascimento a portugáliai Loures városában született. Az ifjúsági pályafutását a Benfica akadémiájánál kezdte.
2014-ben mutatkozott be az Académico Viseu felnőtt csapatában. 2015-ben a román első osztályban szereplő CFR Cluj, majd 2017-ben a Dinamo București szerződtette. 2018 januárjában a bolgár Levszki Szofijához igazolt. 2018. február 18-án, a Botev Plovdiv ellen 1–0-ra megnyert bajnokin debütált. A 2018–19-es szezon második felében a Politehnica Iaşi csapatát erősítette kölcsönben.
2021. február 21-én 2½ éves szerződést kötött a lengyel másodosztályban érdekelt Radomiak együttesével. Először a 2021. március 6-ai, Chrobry Głogów ellen 2–1-re elvesztett mérkőzés 17. percében, Mateusz Radecki cseréjeként lépett pályára. Első gólját 2021. április 24-én, az Odra Opole ellen 1–0-ra megnyert találkozón szerezte meg. A 2020–21-es szezonban feljutottak az Ekstraklasába. 2023. július 3-án a Górnik Zabrzéhez írt alá.

### A válogatottban
Nascimento az U16-os, az U17-es és az U18-as korosztályú válogatottakban is képviselte Portugáliát.

## Statisztikák
2022. november 10. szerint
| Klub                          | Szezon   | Osztály         | Bajnokság | Bajnokság | Kupa és Ligakupa | Kupa és Ligakupa | Nemzetközi | Nemzetközi | Összesen | Összesen |
| Klub                          | Szezon   | Osztály         | Meccs     | Gól       | Meccs            | Gól              | Meccs      | Gól        | Meccs    | Gól      |
| ----------------------------- | -------- | --------------- | --------- | --------- | ---------------- | ---------------- | ---------- | ---------- | -------- | -------- |
| Académico Viseu               | 2014–15  | Liga Portugal 2 | 14        | 1         | 0                | 0                | —          | —          | 14       | 1        |
| CFR Cluj                      | 2015–16  | Liga 1          | 17        | 1         | 4                | 0                | —          | —          | 21       | 1        |
| CFR Cluj                      | 2016–17  | Liga 1          | 25        | 6         | 3                | 0                | —          | —          | 28       | 6        |
| CFR Cluj                      | Összesen | Összesen        | 42        | 7         | 7                | 0                | 0          | 0          | 49       | 7        |
| Dinamo București              | 2017–18  | Liga 1          | 16        | 2         | 0                | 0                | 2          | 0          | 18       | 2        |
| Levszki Szofija               | 2017–18  | Parva Liga      | 10        | 0         | 3                | 0                | —          | —          | 13       | 0        |
| Levszki Szofija               | 2018–19  | Parva Liga      | 8         | 0         | 2                | 1                | —          | —          | 10       | 1        |
| Levszki Szofija               | 2019–20  | Parva Liga      | 13        | 2         | 2                | 0                | —          | —          | 15       | 2        |
| Levszki Szofija               | Összesen | Összesen        | 31        | 2         | 7                | 1                | 0          | 0          | 38       | 3        |
| Politehnica Iaşi (kölcsönben) | 2018–19  | Liga 1          | 12        | 1         | 0                | 0                | —          | —          | 12       | 1        |
| Radomiak                      | 2020–21  | I Liga          | 11        | 1         | 0                | 0                | —          | —          | 11       | 1        |
| Radomiak                      | 2021–22  | Ekstraklasa     | 26        | 0         | 0                | 0                | —          | —          | 26       | 0        |
| Radomiak                      | 2022–23  | Ekstraklasa     | 13        | 3         | 2                | 2                | —          | —          | 15       | 5        |
| Radomiak                      | Összesen | Összesen        | 50        | 4         | 2                | 2                | 0          | 0          | 52       | 6        |
| Összesen                      | Összesen | Összesen        | 165       | 17        | 16               | 3                | 2          | 0          | 183      | 20       |

## Sikerei, díjai
CFR Cluj
- Román Kupa
  - Győztes (1): 2015–16

- Román Szuperkupa
  - Döntős (1): 2016–17

Levszki Szofija
- Bolgár Kupa
  - Döntős (1): 2017–18

Radomiak
- I Liga
  - Győztes (1): 2020–21